# Nižný Žipov
Nižný Žipov (Hongaars: Magyarizsép) is een Slowaakse gemeente in de regio Košice, en maakt deel uit van het district Trebišov.
Nižný Žipov telt 1.395 inwoners.